# زیر آسمان‌های جهان
زیر آسمان‌های جهان کتابی است که به شرح گفتگوی رامین جهانبگلو با داریوش شایگان اختصاص دارد. این کتاب در اصل به زبان فرانسه است و برای اولین بار در سال ۱۹۹۲ در پاریس منتشر شد.

## محتوا
این گفتگوها در سال‌های ۱۹۹۱ و ۱۹۹۲ در اثنای فروپاشی بلوک شرق انجام شده و به موضوعاتی چون مذهب و ایدئولوژی، سنت و مدرنیته، مسائل اجتماعی سیاسی ایران و جهان و همچنین آینده مراودات بین‌المللی می‌پردازد.

## نقد
محمد مددپور در مقالهٔ «نیم‌نگاهی به جریان پست‌مدرن در تفکر معاصر ایران»، حرف‌های شایگان در این کتاب را شامل کینه‌توزی و پرخاش می‌داند.